# Michel El Malem
 (avril 2018).
Michel El Malem est un saxophoniste et compositeur de jazz français.

## Biographie
Michel El Malem a commencé la guitare à 15 ans et a étudié avec Thierry Garcia, Pierre Jean Gaucher et Pierre Cullaz. Il s'est ensuite mis au saxophone à l'âge de trente ans. Il s'est formé à cet instrument avec Sylvain Beuf et Remi Biet et à l’arrangement et l’orchestration avec Marc Bercovitz.
Son premier disque, First Step, est sorti le 6 janvier 2009 et est interprété en quartet avec le guitariste Michael Felberbaum, le contrebassiste Marc Buronfosse et le batteur Luc Isenmann. Il est distribué par le label espagnol Fresh Sound New Talent Records.
Son deuxième album, Reflets, réunit la même formation avec en invité le pianiste Marc Copland. Le disque, produit et distribué par Arts et Spectacle, est sorti en octobre 2011. Il a remporté le Prix du Disque Français (meilleur disque enregistré par un musicien français). Il a également été sélectionné par la radio française FIP comme « album jazz de la semaine » en décembre 2011, comme disque du jour par TSF et comme "Découverte Jazz News" par Jazz News.
Son troisième disque, Dedications, réunit Marc Copland au piano, Romain Pilon à la guitare, Stéphane Kerecki à la contrebasse et Luc Isenmann à la batterie. Il sort en 2021 sur le label américain Inner Circle Music du saxophoniste Greg Osby. Il est élu "Choc Jazz Magazine" en février 2021.
Ces trois disques sont distribués à l'international.
En 2011, il accompagne au saxophone le chanteur sénégalais Omar Pène sur l'album Ndayaan.
En avril 2012, Michel El Malem a joué aux côtés d'Herbie Hancock à Paris à l'occasion de la Journée internationale du jazz organisée par l'Unesco et le Herbie Hancock Institut, à laquelle il a de nouveau participé en 2015 à Paris et en 2018 à Saint-Pétersbourg (Russie).
Il a également joué avec Terri Lyne Carrington, Michael Rodriguez, Ben Williams, NGuyen Le, Bruno Angelini, David Patrois, Sylvain Beuf, Michel Perez, Diego Imbert, Baptiste Trotignon, Georges Pludermacher, Frédéric Jeanne, Nico Morelli, Deborah Brown, Fawzy Chekili ou encore Thierry Colson.

## Discographie

### En tant que compositeur et interprète
- 2009 : First Step
- 2011 : Reflets
- 2021 : Dedications

### En tant qu'accompagnateur
- 2011 : Ndaayan